# Palpusopsis roseella
Palpusopsis roseella är en fjärilsart som beskrevs av Hans Georg Amsel 1959. Palpusopsis roseella ingår i släktet Palpusopsis och familjen mott. Inga underarter finns listade i Catalogue of Life.